# بارتول باريشيتش
بارتول باريشيتش (مواليد 1 يناير 2003) هو لاعب كرة قدم كرواتي يلعب في مركز الهجوم في نادي دينامو زغرب.

## روابط خارجية
- بارتول باريشيتش على موقع الاتحاد الأوربي (الإنجليزية)
- بارتول باريشيتش على موقع اتحاد كرواتيا (الكرواتية)
- بارتول باريشيتش على موقع قاعدة بيانات كرة القدم.إي يو (الإنجليزية)
- بارتول باريشيتش على موقع Soccerway.com (الإنجليزية)
- بارتول باريشيتش على موقع عالم كرة القدم.نت (الإنجليزية)